# Josh Junior
Josh Junior (Wellington, 22 de diciembre de 1989) es un deportista neozelandés que compite en vela en la clase Finn.
Ganó dos medallas en el Campeonato Mundial de Finn, oro en 2019 y bronce en 2021, y una medalla de plata en el Campeonato Europeo de Finn de 2015. Participó en los Juegos Olímpicos de Río de Janeiro 2016, ocupando el séptimo lugar en la clase Finn.

## Palmarés internacional
| \| Campeonato Mundial \| Campeonato Mundial \| Campeonato Mundial \| Campeonato Mundial \| \| Año \| Lugar \| Medalla \| Clase \| \| ----------------------- \| --------------------- \| ------------------ \| ------------------ \| \| 2019 \| Melbourne (Australia) \| Medalla de oro \| Finn \| \| 2021 \| Oporto (Portugal) \| Medalla de bronce \| Finn \| \| Campeonato Europeo[n 1] \| \| \| \| \| Año \| Lugar \| Medalla \| Clase \| \| 2015 \| Split (Croacia) \| Medalla de plata \| Finn \| |                       |                   |       |
| Campeonato Mundial |                       |                   |       |
| Año | Lugar                 | Medalla           | Clase |
| 2019 | Melbourne (Australia) | Medalla de oro    | Finn  |
| 2021 | Oporto (Portugal)     | Medalla de bronce | Finn  |
| Campeonato Europeo |                       |                   |       |
| Año | Lugar                 | Medalla           | Clase |
| 2015 | Split (Croacia)       | Medalla de plata  | Finn  |

1. ↑  En el Campeonato Europeo de esta clase se permite la participación de regatistas de otros continentes.